# Gentile da Foligno
Gentile da Foligno (Foligno, fine XIII secolo – Foligno, 18 giugno 1348) è stato un medico italiano.

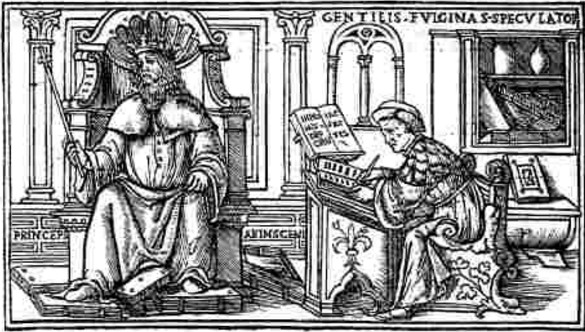
Gentile da Foligno ed Avicenna

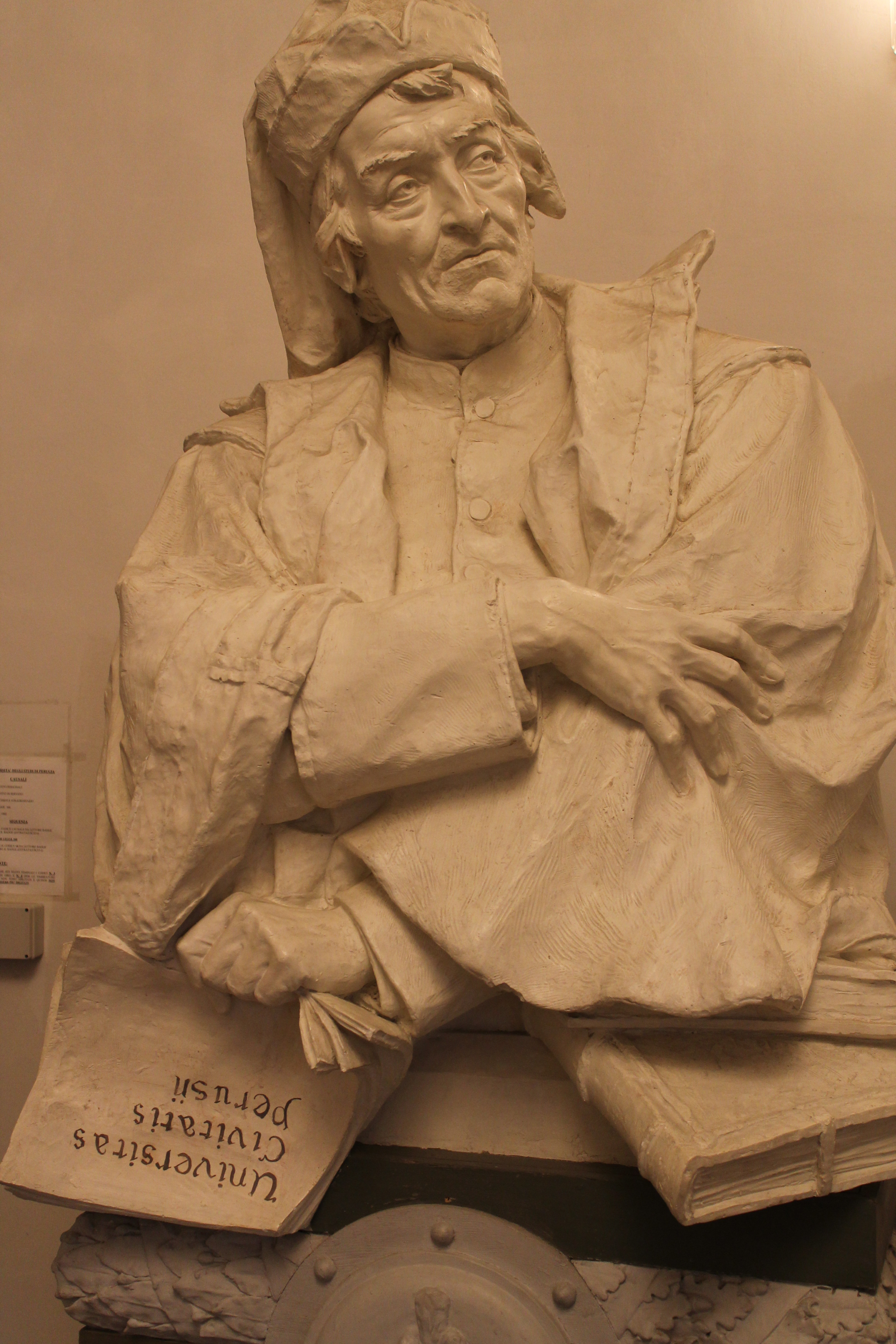
Busto di Gentile da Foligno posto nell'Aula Magna della facoltà di Medicina e Chirurgia dell'Università degli Studi di Perugia

Figlio di Gentile di Giovanni, fu padre di quattro figli (Jacobo, Francesco, Ugolino e Roberto) che ebbe dalla moglie Jacoba di Giovanni Bonimani.
La sua memoria è strettamente legata alla solidarietà mostrata in periodo di peste durante il quale, mentre tanti se non tutti fuggivano, egli rimase in prima linea fra i malati ed i moribondi, contraendo poi la malattia che dopo pochi giorni lo uccise.
Nonostante il retroterra storico dell'ultimo quarto del XIII secolo, fatto di lotte sanguinose, Gentile fu ricordato con grande stima e rispetto sia dal popolo folignate che da quello perugino i quali, benché fino ad allora divisi da grande e reciproco odio, si trovarono uniti nell'apprezzamento per l'ingegno e la fatica dimostrati da un grande uomo di scienza.

## Biografia
Era un discendente della famiglia dei Gentili, imparentata con il ramo dei conti di Foligno che avevano la rocca tra le frazioni di Carpello e Cancellara. Come si addiceva ai figli di famiglie affermate, andò a studiare a Bologna, l'Università italiana più prestigiosa dell'epoca, dove ebbe come guida Taddeo Alderotti, un fiorentino ben ricordato da Dante, nel canto XII del Paradiso (vv. 82-85).
Conseguita la laurea, fu chiamato a Siena nel 1322 come titolare della cattedra dell'Università.
Tre anni dopo fu richiesto come lettore dal Comune di Perugia, per la nuova scuola di medicina.
Quando, il 28 dicembre 1325, gli pervenne l'invito, si trovava a Foligno dove fu raggiunto da un frate dei servi di Maria inviato dal Comune perugino che, oltre ad offrire a Gentile la cattedra universitaria, gli donava una casa presso la chiesa di Sant'Agostino e gli accordava la stessa cittadinanza perugina. Intrapreso l'incarico, stando ad alcuni biografi, sembra che la sua permanenza a Perugia si sia interrotta dal 1337 al 1345 perché chiamato da Ubertino da Carrara all'Università di Padova. È certa la sua presenza a Padova ma probabilmente non così a lungo: infatti, il 17 aprile 1342 a Perugia pubblicò il suo Tractatus de redactione medicinarum e uno dei suoi famosi Consilia porta la sottoscrizione «Gentilis de Fulgineo, Perusii 1343, iulii».
Nulla di certo invece si sa del suo ritorno a Foligno. Sicuramente si trovava nella frazione di San Giovanni Profiamma il 14 giugno 1348 perché nella chiesa di questo sobborgo, già sede vescovile, Gentile dettò un codicillo, da apporre al suo testamento, che disponeva la costruzione in mezzo alle sue vigne di una cappella, intitolata poi a Santa Maria Nova. Quel giorno era inoltre attorniato da un folto gruppo di estimatori, tra cui Niccolò Mactioli Gerardoni, giudice di Foligno, e i medici Balduino Lontnautii di Bettona, Francesco di Matteo, Pietro di Giovanni Pagani e Giovanni Lilli.
Il medico folignate aveva infatti contratto il morbo della peste, che imperversava in quegli anni in tutta Europa, per cui si era ritirato in questo piccolo villaggio esattamente due giorni prima (12 giugno). Qui la morte lo colse il 18 giugno, ma il suo corpo fu trasportato a Foligno e sepolto nella chiesa di Sant'Agostino, sede degli agostiniani, ordine religioso al quale egli era molto legato, come testimonia l'altare in onore di Sant'Antonio Abate fatto erigere a sue spese nella chiesa degli agostiniani a Perugia. Sulla pietra tombale, andata perduta nel XVIII secolo, vi era una sua raffigurazione e un'effigie recante la scritta: «Sepulcrum egregii medicinae doctoris magistri Gentilis de Fulgineo civis perusini».

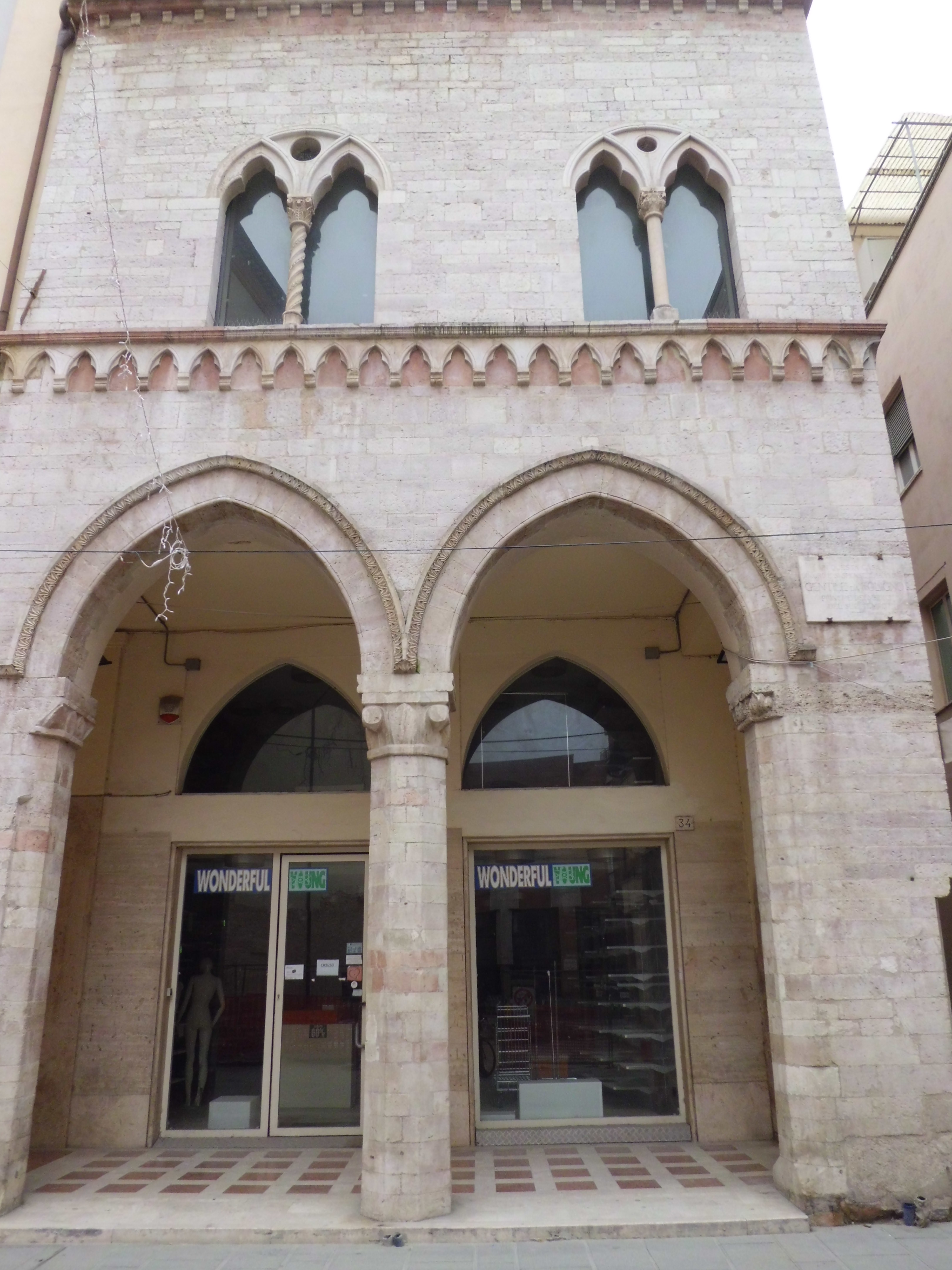
Casa di Gentile nel centro di Foligno

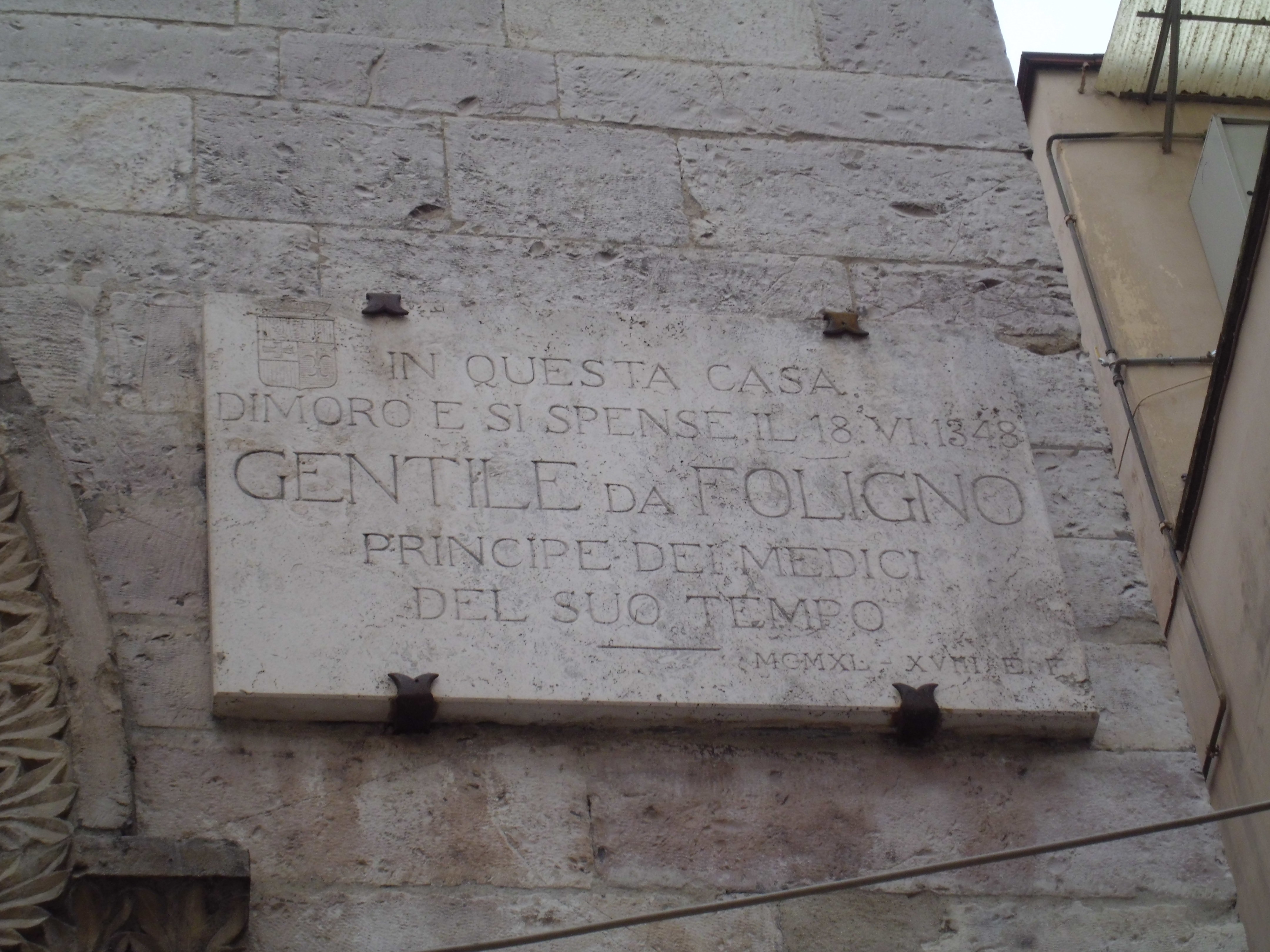
Effigie sulla facciata della casa di Gentile nel centro di Foligno

## Il medico e lo scienziato
Quando fu colto dalla morte, Gentile aveva appena completato il suo Consilium in epidemia magna dum accidit Perusii, un pregevole opuscolo che aveva iniziato a scrivere nell'aprile di quell'anno quando la peste colpì Perugia, spinto anche dalle richieste di tanti appestati. Appena intrapreso lo studio del morbo, subito si sentì inappagato di quanto poteva leggere nei libri di Galeno e Avicenna che egli, conoscendo sia il latino che l'arabo, aveva ben presenti. Perciò volle conoscere da vicino le cause e gli effetti del morbo visitando i malati ed esaminando le alterazioni prodotte dalla peste sul corpo, ma questa scelta gli fu fatale.
La sua morte non fu però vana: dinanzi all'evidente mancanza di una terapia adeguata, il Maestro folignate distribuiva istruzioni preventive sollecitando di evitare l'infezione tramite l'abbandono della città e il ritiro in aperta campagna. Un sunto dei suoi consigli fu riportato ben 150 anni dopo la sua morte nel De divina preordinatione vitae et mortis humane di Antonio Bettini, vescovo di Foligno, (opera stampata a Firenze nel 1480).
Non meno fecondi furono gli altri insegnamenti disseminati in una folta produzione di scritti che fecero a lungo testo, tanto che le sue opere per ben due secoli furono considerate come dei manuali per medici ed ebbero perciò ripetute ristampe, a cominciare dal Commento al canone di medicina di Avicenna (pubblicato quasi per intero solo tra il 1501 e il 1506 a Venezia presso Bernardino Benali).
Gentile non fu certamente il primo a commentare il massimo esponente della scuola medica araba, ma alla fine la sua opera si impose sulle altre per la grande capacità di uscire dal commento acritico aprendo nuove vie di interpretazione e di giudizio, fatto che gli valse tra i tanti epiteti, come speculator, divinus, medicorum princeps e subtilissimus rimator verborum Avicenna, quello di anima di Avicenna.
Questa sua grande qualità è altrettanto espressa nel commento ai Carmina de Urinarum iudiciis et de Pulsibus di Egidio Corbaliense. Forse più che un commento è un trattato di medicina dove, oltre a concettualizzare la fisiologia e la patologia delle urine, si descrivono in modo affascinante i differenti tipi di urina legati alla calcolosi renale, alle nefropatie e alle malattie extra-renali ed i caratteri della pulsazione cardiaca correlati a vari generi di cardiopatie, indagando il nesso tra il sistema cardiocircolatorio e l'emuntorio renale. Nell'opera l'autore divide il suo intervento sulle opere in metri del magister Egidius in due momenti: quello della Expositio, di natura informativa, dove vengono fornite le etimologie dei nomi, illustrati i casi in modo orientativo e sintetico, (ecc.); segue poi un vero e proprio Commentum, dove Gentile, isolando alcune parole-chiave della poesia presa in esame, ne offre una spiegazione e la mette in relazione con la propria dottrina, accettandola o confutandola.
Appare in quest'opera evidente lo spirito innovatore del medico folignate che si esprime in prosa per rendere i suoi trattati meglio comprensibili; circa la patologia renale è il primo a introdurre il termine nefrite.
Egli descrive in modo preciso e circostanziato i vari quadri clinici di molte sindromi renali, esprimendosi riguardo all'insufficienza renale cronica e acuta, che definiva come sicura portatrice di morte: verità valida fino a circa quaranta anni fa con l'avvento della dialisi.
La genialità del suo pensiero sta nella modulazione del valore diagnostico delle urine (in rapporto alla funzione del rene) e delle pulsazioni (come espressione dell'attività del cuore) in una sintesi tra la Scuola Medica Salernitana, che sosteneva il valore preminente dell'esame delle urine, e la medicina classica greca e romana che saltava l'importanza semeiologica dei caratteri delle pulsazioni.
Egli poi si distacca molto dalle antiche teorie ancora vigenti sulla formazione delle urine basate su processi di “digestione” o “perclorazione” del sangue, ipotizzando le urine come prodotto della filtrazione del sangue attraverso i reni, dotati di particolari pori che ne permettono l'escrezione: una ipotesi molto vicina all'attuale fisiologia renale.
Gentile fu dunque un docente di prestigio e medico pratico stimato e ricercato come testimoniano i Consilia inviati a eminenti personaggi del tempo: Francesco conte di Urbino, destinatario del Consilium ad dissenteriam; Francesco vescovo di Oleno, in Acaia, destinatario di un Consilium ad cerebri humiditatem; “Francisco de Florentia”, cappellano del Cardinale Giovanni Colonna, al quale fu destinato un Consilium ad passiones oculorum, scritto a Perugia nel Marzo 1341, e un Consilium ad sibilum auris, scritto di nuovo a Perugia nel Maggio 1345; Giovanni da Vico, prefetto della città di Roma, al quale è destinato un Consilium ad egritudines stomaci.
I suoi ben 218 Consilia, ovvero delle trattazioni di un particolare caso clinico con la prescrizione del regime da adottare e dei rimedi farmacologici da seguire, sono la testimonianza più lampante della non comune esperienza clinica di Gentile.

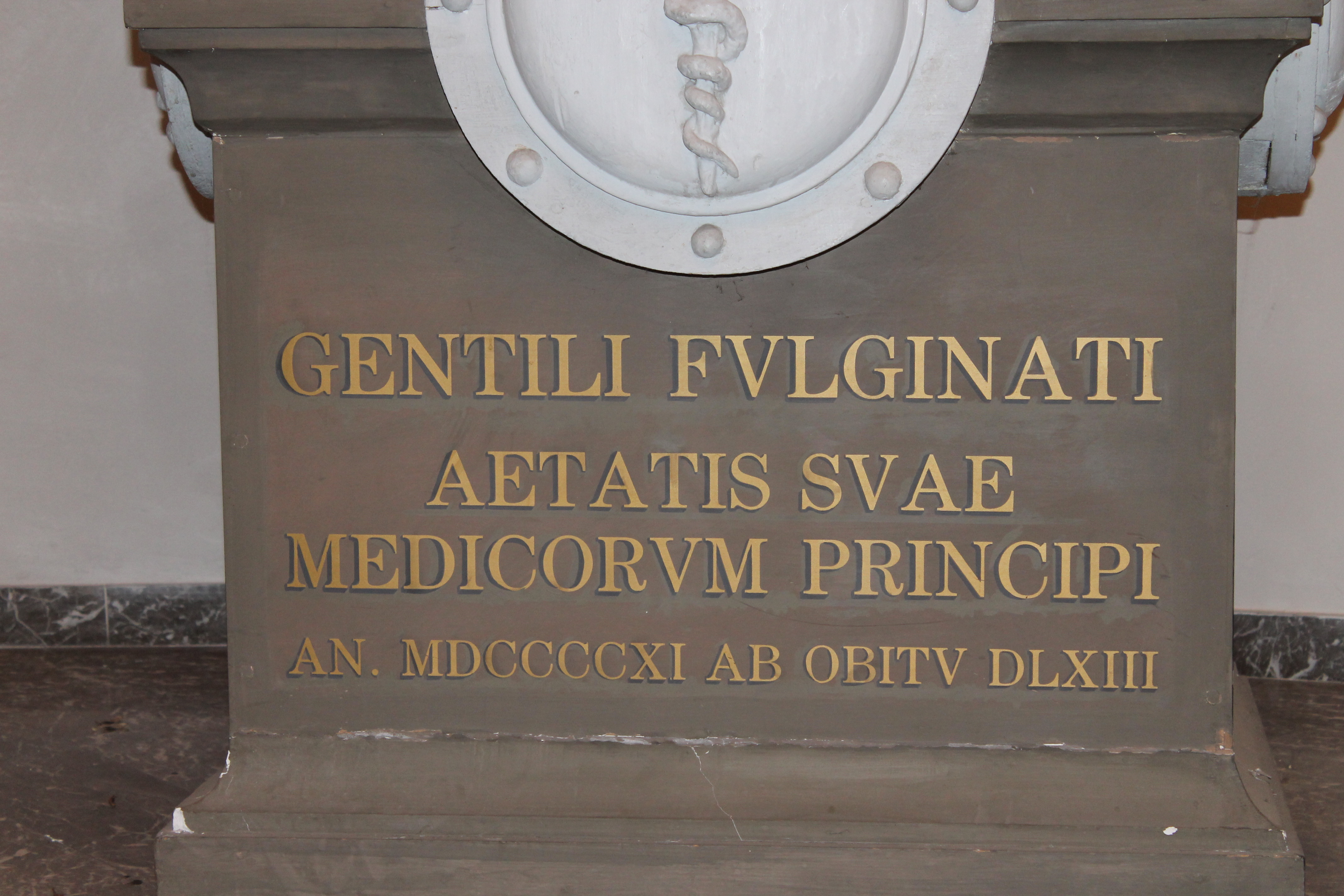
Effigie alla base del busto di Gentile da Foligno

## La critica
Sia i contemporanei che i posteri ebbero grande considerazione di Gentile da Foligno, sia come cittadino che come scienziato. Col progresso scientifico, le sue opere persero certamente il prestigio di cui avevano goduto in quegli anni e come ogni opera di scienza furono col tempo sempre più discusse. Ma all'epoca non vi fu forse nessuno, almeno in Italia, che lo superasse nella parte teorica e nella parte pratica. A queste doti scientifiche si unirono poi le virtù morali; è rimasto infatti celebre il servizio che rese al popolo perugino sofferente per la pestilenza: noncurante delle regole preventive che egli stesso raccomandava per evitare il contagio, si dedicò anima e corpo agli appestati della città, aggirandosi senza stancarsi mai tra gli infermi e i moribondi.
Nonostante la bontà d'animo mostrata, che fu alla radice della contrazione del morbo, un secolo e mezzo dopo la sua morte correva a Foligno una voce poco lusinghiera nei confronti dell'illustre medico. Infatti, l'allora vescovo di Foligno, Antonio Bettini da Siena, verso il 1480, nella De divina preordinatione vitae et mortis, pur constatando la bontà delle indicazioni date da Gentile per i sani, sottolineava come queste fossero nocive per la cura spirituale e temporale degli ammorbati, poiché, quando messe in atto dalla popolazione, avevano significato per i malati un abbandono al proprio destino. In sintesi, l'accusa era quella di incitamento alla misantropia.
La reputazione di Gentile fu poi pienamente ristabilita quando il 2 luglio 1911, in occasione dell'inaugurazione dell'Aula Magna dell'Università di Perugia, fu posto nella medesima un busto in onore del medico folignate. A sostegno di questa scelta intervenne Monsignor Michele Faloci Pulignani, Canonico della cattedrale di Foligno, che confutò la tesi del vescovo dell'epoca, facendo semplicemente notare che Gentile nei suoi scritti parlava sì di prevenzione, ma non aveva mai suggerito di abbandonare i contagiati a se stessi; lui in prima persona aveva anzi dato l'esempio da poter seguire prodigandosi per i malati di peste.

## Scritti principali
- Anticipans natus vel partus decem diebus
- Commentario ai Carmina de urinarum iudiciis et de pulsibus
- Consilia
- De maioritate morbi
- De actione planetarum
- De Balneis
- De complexione proportione et dosi medicinarum
- De febribus
- De Lepra
- De temporibus partus
- Expositio
- Libellus
- Quaestiones
- Quaestio an sit licitum provocare aborsum
- Recepte super primam fen quarti canonis Avicennae
- Summa medicinalis
- Tractatus de resistencia membrorum